# Segunda Batalha de Dongola
A Segunda Batalha de Dongola também conhecida como Cerco de Dongola foi uma disputa militar entre as forças árabes-egípcias do Califado Ortodoxo e as forças núbio-cristãs do reino de Macúria em 652. A batalha pôs fim a expansão islâmica na Núbia, estabelecendo um tratado e uma paz história entre o mundo muçulmano e uma nação cristã. Como resultado, Macúria foi capaz de se transformar em uma potência regional que dominaria a Núbia pelos próximos 500 anos. 

## Antecedentes
As relações entre a Macúria e o Egito califal tinham começado de forma ríspida em 642 quando ocorreu a Primeira Batalha de Dongola. Após a derrota, os árabes se retiraram da Núbia e uma espécie de paz foi estabelecida em 645. De acordo com o historiador árabe-egípcio do século XIV Almacrizi, Macúria fez algo para violar a trégua.  Foi então que Abedalá ibne Sade o segundo Governador califal do Egito, e sucessor de Anre ibne Alas, invadiu a Macúria em uma tentativa de trazer os macúrios para o seu controle.  Nessa época, o norte (o antigo Reino da Nobácia) e o centro (a Macúria, propriamente dita) da Núbia estavam unidos sob o rei Calidurute. 
Descobertas arqueológicas mostram que Dongola era uma cidade bem fortificada no século VII. Tinham muros de pelo menos 6 metros de altura e 4 metros de largura na base entre as torres. Esta muralha foi construída de tijolos de barro com argamassa e revestida e lajotas de pedra. As torres de canto redondo tinham 6 metros de largura e projetavam-se a 8 metros acima dos muros. Haviam mais duas torres na muralha do norte. As torres, no entanto, podem ter sido adicionadas depois e possivelmente em resposta ao cerco de 652.

## A Batalha
Abedalá marchou com uma força de 5 000 homens para a capital de Macúria, atualmente chamada de Velha Dongola em 651.  Seu exército era constituído de cavalaria pesada e uma catapulta (manjanique), provavelmente uma manganela,  a qual, de acordo com Almacrizi, os macúrios nunca tinham visto antes.  Ele então sitiou a cidade,  colocando em risco sua cavalaria ao tentar invadir uma cidade murada defendida pelos habilidosos arqueiros núbios. Durante o cerco, a catedral da cidade foi danificada pelo fogo da catapulta. 
O cerco terminou em uma batalha campal. As baixas sofridas pelas forças de Abedalá foram pesadas. No final, Abedalá cancelou o cerco e negociou um pacto (o Baqt). De acordo com o historiador egípcio ibne Abde Aláqueme, do século IX, isso ocorreu porque ele não conseguiu derrotá-los.  O historiador xiita do século X, Amade de Cufa, que não tinha simpatia pelas forças do califa, tinha uma opinião ainda mais forte: Os muçulmanos nunca sofreram uma perda como a que tiveram na Núbia.  Nos séculos que se seguiram, no entanto, o cerco e a segunda batalha de Dongola foram transformados pelos historiadores muçulmanos em uma vitória. Almacrizi chegou a afirmar que Calidurute no final da batalha saiu da cidade submisso buscando um acordo.  Pode ser que esta versão dos eventos tenha acabado misturando os eventos de 652 com o conflito do final do século XIII entre a Núbia e os Mamelucos. 

## Conseqüências
Os detalhes da Segunda Batalha de Dongola são escassos, mas sabemos que as forças do califado sofreram baixas suficientes para que seu objetivo - a conquista da cidade de Dongola - não fosse mais possível.  Uma trégua negociada conhecida como Baqt foi acordada por ambos os lados e durou seis séculos. Estabeleceu relações comerciais entre o Egito muçulmano e a Núbia Cristã. Envolvia a troca de trigo, cevada, vinho, cavalos e linho do Egito por 360 escravos por ano da Núbia. 
O Baqt foi um tratado sem precedentes no início da história do Islã. Outra novidade no paradigma das relações muçulmano-não-muçulmanas era o status da Núbia como uma terra livre de conquistas. Tradicionalmente, a Núbia foi a exceção. Era uma região cristã onde seus governantes faziam negócios com governantes muçulmanos em termos de iguais até o século XII, quando o poder da Núbia começou a declinar. Como resultado da batalha e do Baqt, a Nubia Cristã teve espaço para florescer pelos próximos 600 anos. 